# Super Cosplay War Ultra
Super Cosplay War Ultra, simplesmente chamado de SCWU, é um jogo de luta lançado pela Team FK em 2004 para PC's.

## O Jogo
Acrescentando ao gênero de luta normal, SCWU utiliza outros modos de batalha, tais como Battle Royale, Team Vs Team e inova com um complexo sistema onde o jogador pode modificar o estilo de luta para um outro estilo antes de cada luta começar, isto é chamado de versão EX Mode.
Em SCWU existem duas barras na interface. As barras são, primeira barra de vida e a segunda super bar, a primeira indica a saúde do personagem e a segunda o potencial de habilidade para produzir um "Super Combos". O Super Combo consume ele mesmo a barra e pode ser enchido até 3 vezes. Cada Super Combo têm um nível estipulado para realizar o golpe e, cada um determina quantas barras irá necessitar.
Jogável com 4 botões básicos: Soco, Chute, Agarrar, e Ataque Aéreo. O botão de Ataque Aéreo reproduz um movimento que nocautea o oponente e não pode ser bloqueado por golpes aéreos e quando acerta, derruba o oponente.
SCWU também oferece "Combos", onde o jogador poderá realiza-los pressionando o botão de Soco ou Chute ou mesmo um misto dos dois em sequências de 3 vezes. Combos usualmente fazem o personagem mudar de roupas (Cosplay) várias vezes durante uma sequência, produzindo um ataque mais poderoso no final - continuar o golpe final é usualmente muito mais dificil de se conseguir, mas não impossível. Essas trocas de roupas variam de uniformes de cosplay (como guardas de trânsito até gatinhas de colegial), e sempre cosplays de personagens de animes.
Os comandos são sempre muito faceis se comparados com os da série Street Fighter, graças a simples sequência de botões. Fazendo um movimento e pressionando Chute ou Soco irá fazer seu personagem realizar um Super Combo.

## Personagens jogáveis
| Nome do Personagem | Tema Cosplay                                                           | Nome do Time   | Golpe Especial    |
| ------------------ | ---------------------------------------------------------------------- | -------------- | ----------------- |
| Ryuko              | Getter Robot                                                           | Getter         | ...               |
| Zoma               | Shin Getter Robot                                                      | Getter         | ...               |
| Kiki               | Magical Doremi                                                         | Kids           | ...               |
| Chung              | Naruto                                                                 | Kids           | ...               |
| Amiro              | Gundam(MSs aquele que Amuro tinha pilotado)                            | Gundam         | ...               |
| Anmc P             | Gundam(Personagens Secundários' / Earth's Federation's MSs + Original) | Gundam         | ...               |
| Giant              | Mazinger Z + Giant from Doraemon                                       | Iron Fist      | ...               |
| G Suneo            | GaoGaiGar + Suneo(?) de Doraemon                                       | Iron Fist      | ...               |
| Yo                 | Biohazard(Resident Evil)1-3                                            | Die            | ...               |
| Sin                | Freddie + Jason + Original                                             | Die            | ...               |
| Lizard             | Neon Genesis Evangelion(Eva side)                                      | Evangelion     | ...               |
| Kay                | Neon Genesis Evangelion(Angels side)                                   | Evangelion     | ...               |
| Dido               | Virtual On                                                             | Sega           | ...               |
| Sakuya             | Sakura Taisen                                                          | Sega           | ...               |
| Alex               | Power Rangers                                                          | Beast          | ...               |
| Sou                | Dancougar                                                              | Beast          | ...               |
| Hiso               | Hunter X Hunter(Heavens Arena Side)                                    | HunterXHunter  | ...               |
| Erus               | Hunter X Hunter(Protagonist Side)                                      | HunterXHunter  | ...               |
| OS Feng            | Shaman King                                                            | Jump           | ...               |
| Sean               | Hoshin Engi                                                            | Jump           | ...               |
| Gon                | Digimon                                                                | Digital        | ...               |
| Kate               | .Hack                                                                  | Digital        | ...               |
| Remu               | Machine Robo: Battle Hackers                                           | Fighting Robot | ...               |
| Rear               | Gear Fighter Dendoh                                                    | Fighting Robot | ...               |
| Gigi               | Shocker Staff C from Kamen Rider                                       | Seed           | ...               |
| SWW                | Saint Seiya                                                            | Seed           | ...               |
| Ogi                | Gundam W(OZ MS)                                                        | Gundam W       | ...               |
| Ziro               | Gundam W Endless Waltz                                                 | Gundam W       | Twin Buster Rifle |
| Zenka              | Robots piloted por Zengar Zonbolt                                      | Z              | ...               |
| Z-Mega             | Rugal from KOF 2002                                                    | Z              | ...               |
| Shin-Z             | Rugal from KOF 98                                                      | Z              | ...               |
| Alpha              | Four Super Mechanical Gods from SRW OG Séries                          | Boss           | ...               |

## História de S.C.W.U.
Tudo aconteceu na cidade fictícia chamada de Cidade de FK. Depois de um incidente com uma misteriosa explosão que aconteceu. Ali houve um vazamento de produtos químicos, muitos civis foram reportados como doentes, mas todos terminaram ficando bem e saudáveis, então o incidente foi esquecido e deixado de lado.
Enquanto os acontecimentos não terminavam, um grupo de pessoas com superpoderes apareceu. Eles eram capazes de transformar a si próprios em diferentes personagens de vários animes / séries de jogos, e eles eram capazes de usar o poder de seus personagens também. Pessoas chamadas de Super Cosplayers (ou conhecidos simplesmente como SC's). Como o número de SC's continuou crescendo, alguns deles formaram uma organização antigovernamental chamada de "O BR". O BR então começou a causar problemas na Cidade de FK, enquanto o exército do governo não conseguia suprimir esse poder avassalador com equipamentos normais.
Felizmente, havia um grupo de SC's que ficaram do lado do governo (que são os personagens jogáveis). Eles fizeram um Time e ajudaram a derrotar O BR, então colocaram um fim no caos e recuperaram a ordem.
Depois do incidente, o governo da Cidade de FK achou que o poder dos SC's era perigoso demais, então leis foram escritas para restringir o uso dos poderes dos SC's em locais públicos. Mesmo assim as coisas não iam bem. Em menos de um ano depois, os SC's começaram a se sentir deprimidos e insatisfeitos seguindo as leis opressantes. Mas pouquinho antes de alguns SC's começaram a se tornar hostis de novo, "Z Corp." apareceu e convocou todos os SC's para uma competição, deixando os SC's usarem seus poderes como quisessem nesta competição.
As verdades escondidas: (Os bastidores da história principal) A misteriosa explosão que acontece no começo da história, foi na verdade uma falha de um obscuro experimento na "materialização-física". Z-Mega (depois chamado de Shin-Z) queria criar uma geração nova de soldados para poder dominar o mundo. A habilidade dos "cosplayers" foi algo inesperado, mas bem vindo e benéfico ao experimento. Alpha (originalmente chamado de Warren) foi o experimento número #1, o qual foi marcado como "falho" depois do fato de que Alpha era incapaz de controlar seu poder. Zenka, a única filha de Z-Mega, foi o segundo experimento, a qual teve um resultado positivo.
Z-Mega precisava se livrar de Alpha, e ele decidiu soltar gás venenoso na sala de Alpha para elimina-lo. Porém, Alpha entrou em frenesi antes de ser realmente envenenado. Ele causou a "misteriosa explosão" que destruiu toda a fábrica e assim escapou. O restante dos produtos químicos vazaram e deram poder de SC's aos cidadãos comuns da Cidade de FK.
Mas Z-Mega já tinha construído seu próprio exército antes de Alpha escapar, a explosão não conseguiu parar os planos de invadir o Mundo de Z-Mega. Ele organizou O BR e convocou-os para a guerra contra o mundo. Mas ele não esperada que os cidadãos comuns tivessem poderems de SC também, e foi derrotado antes que ele assumisse a cidade.
Depois da derrota, Z-Mega continuou sem desistir de seus planos. Ele reapareceu em nome da "Z Corp." e convocou todos a primeira Competição de S.C.W.U. . A competição parecia um alívio para os SC's oprimidos, mas na verdade Z-Mega queria era recrutar (por lavagem cerebral) o melhor SC's para ajudá-lo em seus planos malígnos e a achar Alpha também.

## Segredos

### Modo de batalha EX
Cada personagem começa cada batalha com um estilo padrão de luta. Para mudar seu estilo de luta para o modo EX, pressione e segure para baixo até a luta começar.

### Sites oficiais globais
- Official site of SCWU in Japanese
- Official site of SCWU in Chinese

### Fansite/Database sites
- SCWU International Fan Community
- Comunidade de Fãs Brasileiros
- SCWU Online Manual